# 銘板
銘板（めいばん）は、銘を彫り込んだ金属などの板である。名板、銘鈑、ネームプレート、プラーク等も同義語として用いられる。

## 定義
日本では、機械器具類に取り付ける銘板については日本産業規格（JIS）でその設計基準が定められており（JIS Z 8304:1984）、銘板は「金属，プラスチック又は紙を素材とし，必要な事項を容易に消えない方法で表示したもの」と定義されている。

## 各種の銘板
建築物において「定礎」の文字とともに定礎の日付等を刻んだ石や金属の板は定礎板と呼ばれる。また、土木構造物の概要を記した板は工事銘板と呼ばれ、そのうち、橋において橋の名称、河川名、完成した日付等を記した板は橋名板と呼ばれる。
自動車のエンジンルーム等に設置される、車両型式、車体番号等が記された板は、コーションプレートと呼ばれる。

## 銘板の盗難
金属製の銘板は高値がつくため、近年、転売目的とみられる橋梁等の銘板の盗難が多発している。